# 瓦切镇
瓦切镇（藏語：སྦྲ་ཆེན་གྲོང་རྡལ།，藏语拼音：Zhaqên Chongdä），原为瓦切乡（藏語：སྦྲ་ཆེན་ཡུལ་ཚོ，藏语拼音：Zhaqên Yüco），是中华人民共和国四川省阿坝藏族羌族自治州红原县下辖的一个乡镇级行政单位。2012年，撤乡设镇。

## 行政区划
瓦切镇下辖以下地区：
瓦切一村、瓦切二村、瓦切三村、瓦切四村和瓦切五村。